# Strup
Strúp je biološko gledano snov, ki zaradi svoje kemijske zgradbe škoduje določenemu biološkemu sistemu. Marsikateri strup je lahko v manjših količinah zdravilo ali pa določenemu organizmu tudi v velikih količinah ne škoduje (npr. kačji strup kače ne ubije). Za poenostavitev in lažjo preglednost ogromnega ter stalno naraščajočega števila snovi, ki ustrezajo tovrstni definiciji, strupene snovi delimo v številne različne skupine, ki imajo med seboj podobne fizikalno-kemijske (npr. topila, kisline, baze, kovine ...) ali toksikološke lastnosti (npr. zdravila, pesticidi, alkaloidi, čistila ...). Strupenost snovi ocenjujemo na osnovi več dejavnikov, kot so fizikalno-kemijske lastnosti snovi, pot vstopa snovi v organizem, odmerek oziroma količina, pri kateri se izrazi toksičnost snovi, in odgovor organizma na izpostavljenost.
Veda, ki preučuje strupe, se imenuje toksikologija. Za očeta toksikologije štejemo Paracelsusa, švicarskega renesančnega znanstvenika. Njegov je izrek: »vse je strup in nič ni neškodljivo, samo odmerek loči zdravilo od strupa.«

## Klasifikacija

### Zelo strupene kemične snovi (T+)
Kemične snovi, ki pri zaužitju, vdihavanju ali prehajanju skozi kožo že v zelo majhnih količinah povzročijo smrt ali akutne oziroma kronične okvare zdravja.                                                                                                          
Zgledi: živosrebrove spojine, atropin, aluminijev fosfid, kalijev dikromat, trinitrobenzen, svinčeve spojine ipd.
Standardna opozorila – stavki R:
- R26: Zelo strupeno pri vdihavanju
- R27: Zelo strupeno v stiku s kožo
- R28: Zelo strupeno pri zaužitju
- R39: Nevarnost zelo hudih trajnih okvar zdravja

### Strupene kemične snovi (T+)
Kemične snovi, ki pri zaužitju, vdihovanju ali prehajanju skozi kožo že v majhnih količinah povzročijo smrt ali akutne oziroma kronične okvare zdravja.
Zgledi: kalijev nitrit, amonijak, anilin, arzenove spojine, benzidin, benzen, selen ipd.
Standardna opozorila – stavki R:
- R23: Strupeno pri vdihovanju
- R24: Strupeno v stiku s kožo
- R25: Strupeno pri zaužitju
- R39: Nevarnost zelo hudih trajnih okvar zdravja
- R45: Lahko povzroči raka
- R46: Lahko povzroči dedne genetske okvare
- R48: Nevarnost hudih okvar zdravja pri dolgotrajni izpostavljenosti
- R49: Pri vdihovanju lahko povzroči raka
- R60: Lahko škoduje plodnosti
- R61: Lahko škoduje nerojenemu otroku

### Zdravju škodljive kemične snovi
Tiste snovi,ki pri zaužitju, vdihavanju ali pri prehajanju skozi kožo lahko povzročijo smrt ali akutne oz. kronične okvare zdravja.
Zgledi: magnanov sulfat, klorofenol, efedrin, atrazin, antimonove spojine, aminobenzidin, toluen ipd.
Standardna opozorila – stavki R:
- R20: Zdravju škodljivo pri vdihavanju
- R21: Zdravju škodljivo v stiku s kožo
- R22: Zdravju škodljivo pri zaužitju
- R40: Možen rakotvoren učinek
- R42: Vdihavanje lahko povzroči preobčutljivost
- R48: Nevarnost hudih okvar zdravja pri dolgotrajnejši izpostvljenosti
- R62: Možna nevarnost oslabitve plodnosti
- R63: Možna nevarnost škodovanja nerojenemu otroku
- R65: Zdravju škodljivo: pri vdihavanju lahko povzroči poškodbo pljuč
- R68: Možna nevarnost trajnih okvar zdravja